# Трубетчино (Липецька область)
Трубетчино (рос. Трубетчино) — село у Добровському районі Липецької області Російської Федерації.
Населення становить 2029  осіб. Належить до муніципального утворення Трубетчинська сільрада.

## Історія
З 13 червня 1934 до 26 вересня 1937 року у складі Воронезької області, у 1937-1954 роках — Рязанської області. Відтак входить до складу Липецької області.
Згідно із законом від 2 липня 2004 року №114-оз органом місцевого самоврядування є Трубетчинська сільрада.

## Населення
| 1959  | 2006  | 2010  | 2012  | 2013  | 2014  | 2015  |
| ----- | ----- | ----- | ----- | ----- | ----- | ----- |
| 2601  | ↘2071 | ↗2176 | ↘2137 | ↘2073 | ↘2049 | ↘2030 |
| 2016  | 2017  | 2018  |       |       |       |       |
| ↘2023 | ↗2029 | →2029 |       |       |       |       |